# Veleka (rivier)

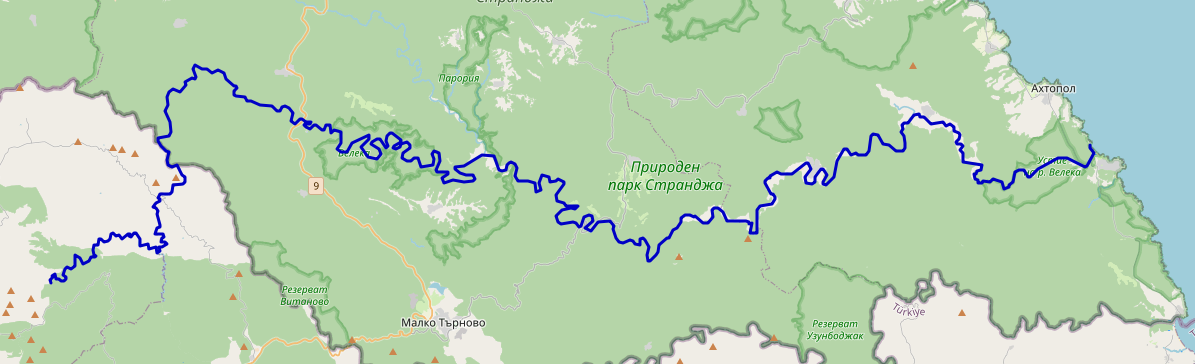
Loop van de Veleka

De Veleka (Bulgaars: Велека, Turks: Kocadere), ook bekend als Golema Dere, Golemo Dere, Ryeka Golyema, Ryeka Velika, Veleka Dere, Weleka, Големо Дере) is een rivier in het uiterste zuidoosten van Bulgarije (Bourgas Oblast), en het uiterste noordwesten van Europees Turkije.

## Geografie
De rivier is 147 km lang, waarvan 123 km in Bulgarije en 25 km in Turkije. De rivier ontspringt in het Turkse deel van het Strandzjagebergte uit een reeks karstbronnen, en mondt uit in de Zwarte Zee bij het Bulgaarse dorp Sinemorez in de gemeente Zarevo. De Veleka doorkruist het Natuurpark Strandzja en rond de monding is een beschermd natuurgebied van 1511,2 hectare ingesteld.

## Route
De loop van de rivier werd ook gebruikt als smokkelweg om vanuit Turkije Bulgarije te bereiken. 

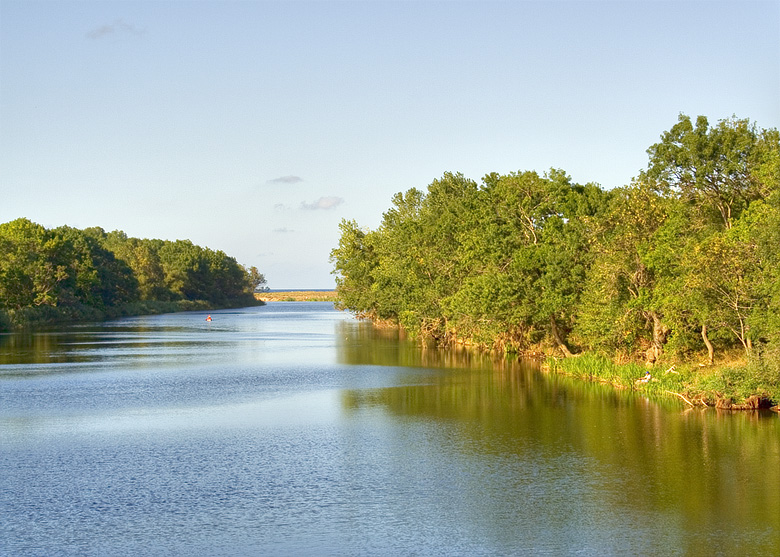
De Veleka
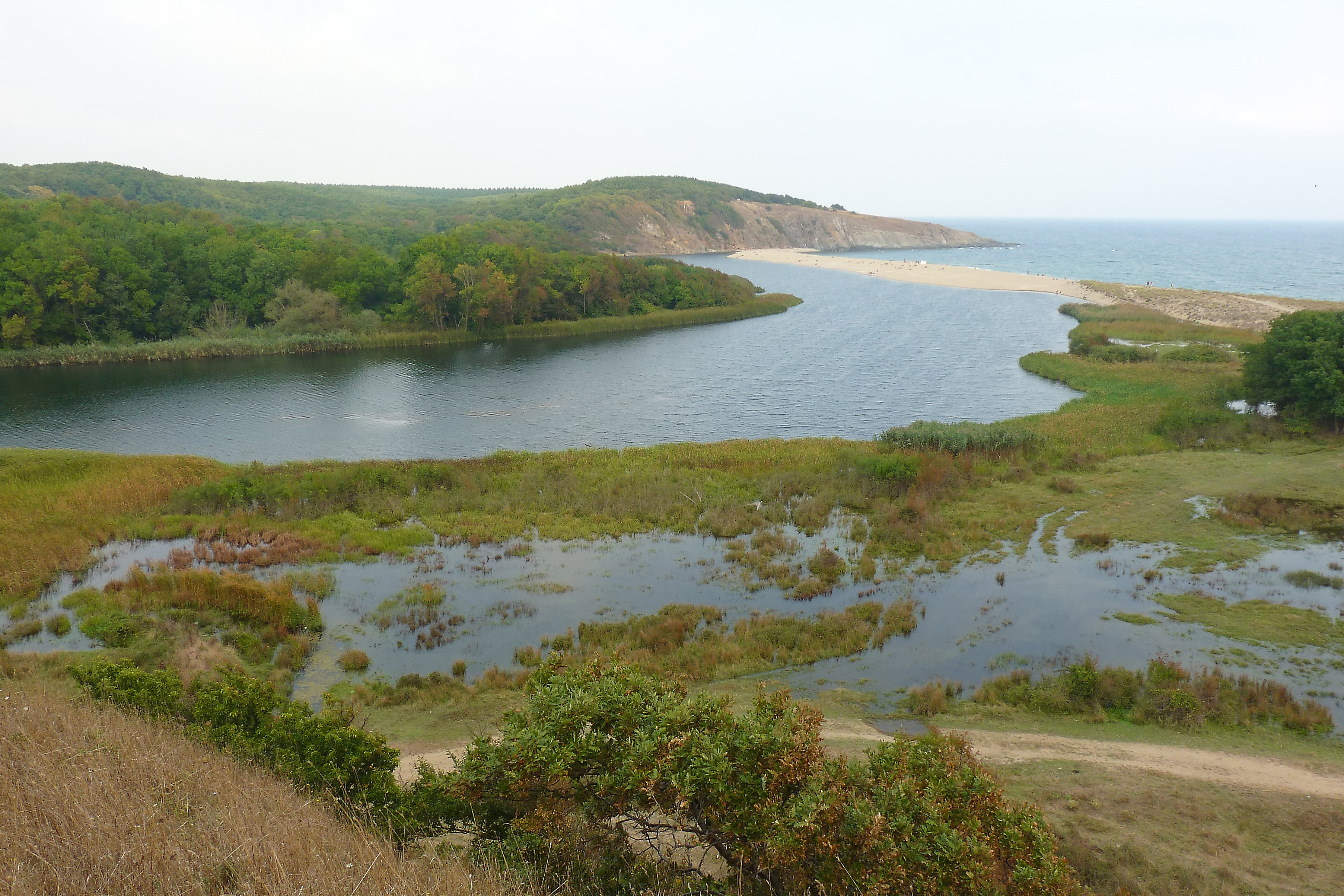
Monding van de Veleka